# Thomas Picton
El tinent general Sir Thomas Picton GCB (24 d'agost de 1758 – 18 de juny de 1815) va ser un oficial gal·lès de l'exèrcit britànic que participà en diverses campanyes durant les guerres napoleòniques. D'acord amb l'historiador Alessandro Barbero, Picton era «respectat per la seva valentia i temut pel seu temperament irascible». El Duc de Wellington l'anomenà un "diable dur i malparlat com no hagi hagut mai", però molt capaç.
Picton es va fer conegut inicialment per la seva crueltat durant l'època en què va ser governador de Trinidad, sent jutjat a Anglaterra per torturar il·legalment una dona. Tot i que va ser declarat culpable, la condemna finalment va ser revocada.
És conegut principalment pels seus èxits a les ordres de Wellington durant la Guerra del Francès, durant la qual lluità en diversos combats mostrant una gran valentia i persistència. Va resultar mort lluitant en la batalla de Waterloo, durant una càrrega a la baioneta crucial en la que la seva divisió aturà l'atac del cos de d'Erlon contra l'esquerra del centre aliat. Va ser l'oficial de més alt rang que va morir a Waterloo.

## Biografia

### Vida primerenca

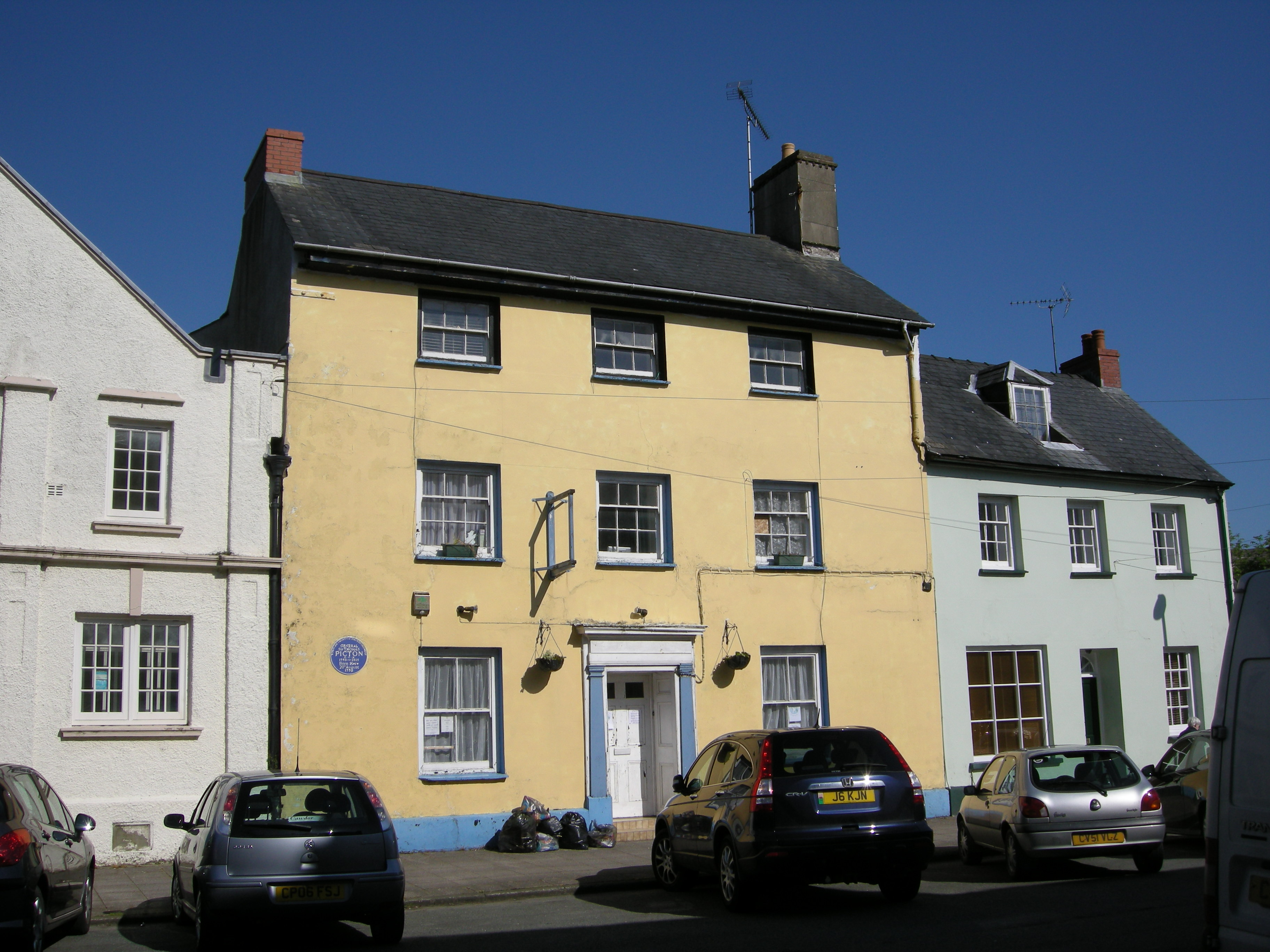
El lloc de naixement de Picton al carrer Hill, Haverfordwest, marcat amb una placa blava commemorativa. La casa es va convertir més tard en el Dragon Hotel.

Thomas Picton va ser el setè dels dotze fills de Thomas Picton (1723-1790) de Poyston Hall, Pembrokeshire, Gal·les, i la seva dona, Cecil nascuda Powell (1728-1806). Va néixer a Haverfordwest, Pembrokeshire (probablement) el 24 de d'agost de 1758. En 1771 va obtenir una comissió d'alferes al 12è Regiment a Peu, però no es va unir fins a dos anys més tard. El regiment va ser després estacionat a Gibraltar, on va romandre fins que va ser capità en el 75è el gener de 1778, moment en què va tornar a Gran Bretanya.
El regiment es va dissoldre cinc anys més tard, i Picton va sufocar un motí entre els homes amb la seva ràpida acció i coratge personal i se li va prometre el rang de major com a recompensa. No el va rebre i, després de viure a la propietat del seu pare durant gairebé dotze anys, es va retirar a les Índies Occidentals el 1794 amb Sir John Vaughan, el comandant en cap, que va fer. el seu aide-de-camp i li va donar una capitania al 17è a Peu. Poc després va ser ascendit al rang de major en el 58è a Peu.

### Carrera al nou món
Sota Sir Ralph Abercromby, que va succeir Vaughan el 1795, va estar present a la captura de Saint Lucia (després de la qual va ser ascendit a tinent coronel del 56è a Peu) i després a la de Saint Vicent.
Després de la reducció de Trinitat el 1797, Abercromby va fer de Picton governador de l'illa. Durant els propers 5 anys va mantenir l'illa amb una guarnició que considerava inadequada contra les amenaces de molèsties internes i de reconquesta per part dels espanyols. Va assegurar l'ordre mitjançant accions vigoroses, vistes diverses com una justícia aproximada i preparada o com una brutalitat arbitrària. A l'octubre de 1801 va ser promogut a general de brigada. Durant les negociacions per a la pau d'Amiens de 1802, molts dels habitants britànics van presentar una petició contra el retorn de l'illa a Espanya; això juntament amb les representacions de Picton i Abercromby, van assegurar la retenció de Trinitat com a possessió britànica.
Aleshores, els informes d'arbitrarietat i brutalitat associats a la seva governança havien provocat la demanda del seu relleu. (Picton també estava guanyant diners amb les especulacions en terres i esclaus i la seva amant mulata, Rosetta Smith, es creia que influïa de manera corrupta en les seves decisions.) A més, Trinitat ja no afrontava cap amenaça externa, el ministeri de Pitt havia caigut i la nova administració d'Addington no volia que Trinitat desenvolupés l'economia de plantacions que Picton havia afavorit. El 1802, William Fullarton (1754-1808) va ser nomenat membre major d'una comissió per governar l'illa, Samuel Hood es va convertir en el segon membre, i el propi Picton el més jove.
Fullarton tenia una història molt diferent de Picton. Procedia d'una família rica i propietària de terres escoceses i era un parlamentari Whig, un company de la Royal Society, un terratinent millorat i un patró de Robert Burns. Havia estat un diplomàtic més jove, abans d'organitzar un regiment en el transcurs de la Guerra de la Independència dels Estats Units, del qual en va esdevenir naturalment coronel. Va acabar amb aquella guerra a l'Índia comandant un exèrcit de 14.000 homes en operacions contra Tippu Sultan. després de la qual va escriure un influent fulletó argumentant que la East India Company havia produït problemes per si mateixa, pel seu tractament inèdit de prínceps i súbdits autòctons, i que una política més humana que "deixar-los odiar sempre que tinguessin por" seria més eficaç per aconseguir la seva posició. El nou secretari d'estat de les colònies, Lord Hobart, havia estat governador de Madras poc després que el fulletó sortís, coneixia Fullarton i s'havia vist influenciat per les seves opinions.
La política de Picton pel que fa a diverses seccions de la població illenca havia estat "efectivament deixar-los d'odiar-me mentre em tinguin por", i ell i Fullarton van desaparèixer ràpidament. (Això, per si mateix, va empitjorar encara més la ruptura: el fulletó indi de Fullarton també havia denunciat negativament conflictes d'interès i dissensió entre els anglesos que havien debilitat la seva capacitat de governar bé, de negociar eficaçment i de defensar efectivament les seves possessions.) Fullarton va iniciar un una sèrie de consultes obertes sobre al·legacions contra Picton i va informar sobre les seves opinions desfavorables sobre les accions passades de Picton a les reunions de la comissió. Picton després es presentà la seva dimissió i fou seguit per Hood (1803).

### Arrest i judicis
Picton es va unir a Hood en operacions militars a Santa Llúcia i Tobago, abans de tornar a Gran Bretanya per enfrontar-se a les acusacions de Fullarton. El desembre de 1803 va ser arrestat per ordre del Consell Privat i va ser alliberat ràpidament sota llibertat sota fiança de 40.000 £ (Picton va poder assegurar-se per la meitat d'això; dos propietaris de plantacions de les Antilles occidentals van cobrir la resta).
El Consell Privat va tractar la majoria dels càrrecs contra Picton. Aquests càrrecs es referien principalment a l'excessiva crueltat en la detecció i el càstig dels practicants d'obea, la severitat vers els esclaus i l'execució de sospitosos fora de mà sense el degut procés. Només aquesta darrera classe de càrrecs semblava haver preocupat seriosament el Consell Privat i, a continuació, l'argument de Picton segons el qual les lleis de Trinitat (aleshores encara les lleis de l'antiga potència colonial espanyola: Abercromby havia encarregat específicament a Picton que es comportés segons aquestes lleis) o "l'estat de la guarnició" (llei marcial) van justificar l'execució immediata en els casos especificats eventualment durant el dia.

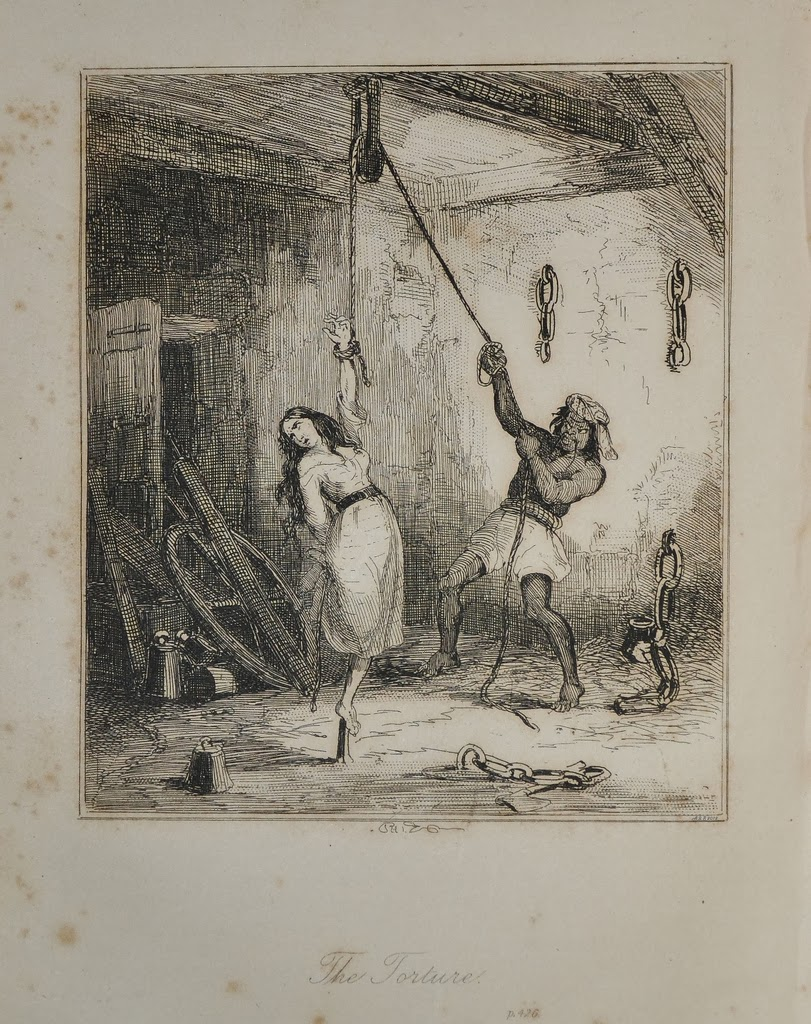
La tortura de Luisa Calderón, tal com es mostra en una de les moltes estampes del seu moment

Picton fou, però, jutjat al Tribunal de King's Bench davant Lord Ellenborough el 1806 amb un sol càrrec; el delicte d'haver fet torturar el 1801 il·legalment per extreure una confessió de Luisa Calderón, una jove mulata lliure sospitosa d'assistir a un dels seus amants per burlar la casa de l'home amb qui vivia, fent-se aproximadament amb un botí de £500. La tortura (però no la forma específica) havia estat sol·licitada per escrit per un magistrat local i aprovada per escrit per Picton. La tortura aplicada ("piquet") era una versió d'un càstig militar britànic i consistia en el principi d'obligar el sospitós amagat a mantenir-se un peu sobre un puny de cap pla durant una hora en moltes ocasions en un termini de pocs dies. De fet, Calderón va ser sotmesa a una sessió de 55 minuts i una segona a 25 minuts l'endemà.
El període entre el retorn de Picton i el judici havia vist una guerra de fulletons entre els camps rivals i la venda generalitzada de gravats mostrant a un curiós públic britànic què era una persona mulata de 14 anys que es trobava sotmesa i torturada semi despullar-da. Al judici, Luisa Calderón va donar testimoni en persona ("La seva aparença va ser extremadament interessant, i la seva cara, que era la d'una mulata, extremadament prepotent i agradable") de la naturalesa i la durada del seu piquet. Els arguments legals, però, van centrar-se en si la legislació espanyola permetia la tortura de sospitosos: en les proves presentades per la fiscalia i amb la defensa de Picton perjudicada per l'examen creuat dels seus testimonis («alcalde, o la justícia a Trinitat. Segons el seu examen creuat per William Garrow, va dir, la primera introducció de la tortura va ser pel general Picton» ... «El senyor Gloucester, el fiscal general de Trinitat, va verificar diversos llibres com a llibres d'autoritat, en els quals estava expressament posat per la llei espanyola, es podria aplicar tortura; aquests llibres eren el Borvillia, la Curia Phillipion i el Elesando. En el seu examen creuat va admetre que la Caedula i la Raecopilazione també eren llibres d'autoritat. Contenien un codi expressament aplicable a les Illes de l'Índia Occidental espanyoles i no hi havia cap paraula sobre la tortura ") El jurat va decidir que no ho va fer i va declarar a Picton culpable.
Picton va buscar ràpidament un nou procés, que va obtenir el 1808. En aquest sentit, el conseller de Picton va recalcar que el magistrat local l'havia sol·licitat l'ús de la tortura, que hi havia autoritats copioses que demostraven la seva legalitat segons la legislació espanyola i que Calderón era prou gran com per a ser torturada legalment. Contra l'argument que la tortura era legal segons les lleis d'Espanya, però enlloc autoritzada per les de les seves colònies, va presentar un cos considerable de deposicions d'habitants de Trinitat demostrant que la tortura havia estat recorreguda freqüentment per magistrats els darrers anys d'ocupació espanyola. El jurat va comprovar que la tortura estava autoritzada per la llei de l'illa en el moment de la cessió i que l'acusat actuava sense malícia, a més de dictar una ordre que creia obligada a complir. Per tant, van revertir el veredicte del judici anterior, però van demanar al tribunal complet que considerés l'argument més del processat segons el qual la tortura d'una persona lliure era tan repugnant a les lleis d'Anglaterra que Picton devia saber que no ho podia permetre, qualsevol que fos la llei espanyola que ho autoritzava.
Els amics de Picton a l'exèrcit i entre els propietaris d'esclaus van sufragar a les seves despeses legals. Picton va aportar la mateixa suma a un fons d'alleujament després d'un incendi generalitzat al Port of Spain. Mentrestant, havia estat promogut a major general i el 1809 havia estat governador de Flushing als Països Baixos durant l'expedició de Walcheren.

### Servei militar a Europa

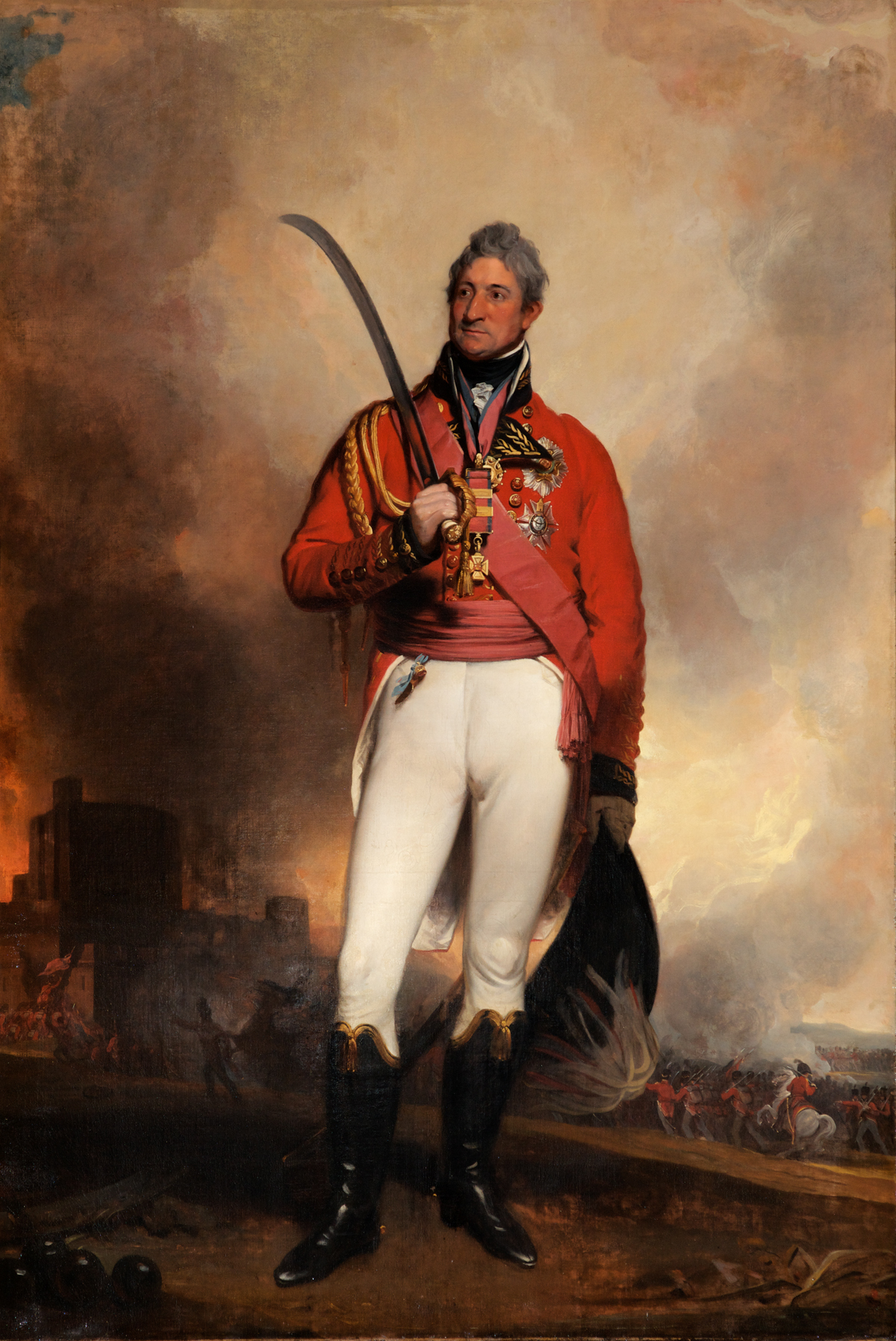
Picton pintat per Martin Archer Shee

El 1810, a petició de Wellington, Picton va ser designat per comandar una divisió a Espanya. Wellington va recordar que havia estat recomanat pel General Miranda, que el considerava "extremadament intel·ligent", però tampoc no es va confiar en ell, ja que "té tanta vanitat que si l'envies a Caracas o a les Índies de l'Índia Occidental, intentaria d'esdevenir el seu príncep d'ells”. Wellington va comentar quan va conèixer a Picton,
«Vaig trobar un diable aspre, amb la seva vida, però sempre es va comportar molt; cap home podia fer-ho millor en diferents serveis que li assignava i no vaig veure res per confirmar el que Miranda havia dit de la seva ambició.»
Durant els restants anys de la guerra peninsular, Picton va ser un dels principals subordinats de Wellington. El comandant en cap mai va reposar en ell la confiança que li donava a Beresford, Hill o  Craufurd però en l'execució decidida, minuciosa i puntual d'una tasca ben definida, Picton no tenia cap superior en l'exèrcit. El seu debut, en part per la seva naturalesa severa i ara emmanillada, i en part per la difícil posició en què es va situar, va ser lamentable. Al riu Coa, al juliol de 1810, la divisió de Craufurd es va implicar en una acció i Picton, el seu veí més proper, es va negar a donar-li suport, ja que les ordres directes de Wellington eren evitar el combat. Poc després, però, a Busaco, Picton va trobar i va utilitzar la seva primera gran oportunitat per a la distinció. Aquí tenia un deure clar, repel·lir l'atac francès, i va exercir aquest deure amb habilitat i resolució, cosa que indicava els seus grans poders com a comandant de tropes.
Després de l'hivern a les línies de Torres Vedras, es va afegir a la seva reputació i a la de la seva divisió, el "Fighting" 3r, a la batalla de Fuentes de Onoro. Al setembre se li va donar el rang de tinent general i, en el mateix mes, la divisió va obtenir gran glòria per la seva ràpida i ordenada retirada a causa de la forta pressió de la cavalleria francesa en el combat a El Bodon. A l'octubre, Picton va ser nomenat per a la coronela del 77è Regiment a Peu.

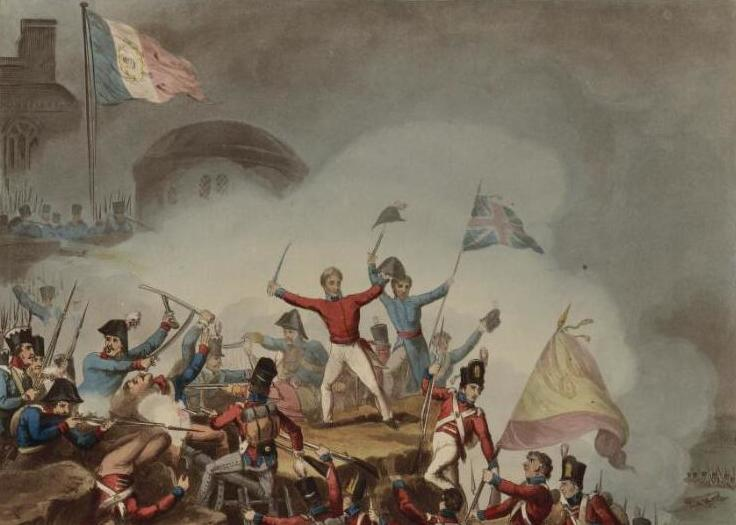
Pictó assaltant el castell de Badajoz, el 31 de març de 1812

En les primeres operacions de 1812, Picton i Craufurd, colze a colze per última vegada, van assaltar les dues escletxes de Ciudad Rodrigo. Craufurd i el segon de Picton al comandament, el major general Henry MacKinnon, va resultar tots dos ferits mortalment. Un mes després a Badajoz, l'èxit en l'assalt a la fortalesa va ser degut a la seva atrevida confiança en si mateix i la seva penetració en convertir el atac secundari al castell, lliurat per la 3a divisió en un de debò. Ell mateix va resultar ferit en aquest terrible atac, però no deixaria les muralles, i l'endemà, després d'haver heretat una fortuna, va donar a cada supervivent del seu comandament una guinea. La seva ferida i un atac de febre el van obligar a tornar a Gran Bretanya per recuperar la salut, però va reaparèixer al front l'abril de 1813. Mentre que a Gran Bretanya va ser investit amb el collar i la insígnia de cavaller de l'Orde del Bany pel príncep regent George, i al juny va ser fet tinent general a l'exèrcit. En aquest moment, Picton va comprar la finca Iscoed a Carmarthenshire, i va ser retornat triomfalment com a diputat al Parlament per Pembroke Boroughs en les eleccions parcials el 19 de març de 1813.
A la batalla de Vitòria, Picton va dirigir la seva divisió a través d'un pont clau sota un fort foc. Segons Picton, l'enemic va respondre bombardejant la 3a amb 40 ó 50 canons i un contraatac al seu flanc dret (que encara estava obert perquè havien capturat el pont tan ràpidament) fent que la tercera perdés 1.800 homes (més d'un terç de totes les pèrdues aliades a la batalla) mentre mantenien el seu terreny. La conducta de la 3a divisió sota el seu lideratge a Vittoria i als combats dels Pirineus va elevar la seva reputació com a general de lluita decidida i hàbil fins a un punt encara més alt. A principis de 1814 se li va oferir, però després de consultar Wellington va declinar, el comandament de les forces britàniques que operaven al costat de Catalunya. Així va assumir la seva participació en la campanya d'Orthez i en la victòria final davant Tolosa.
En el desglossament de la divisió, els oficials van presentar a Picton un valuós servei de placa i el 24 de juny de 1814 va rebre per setena vegada l'agraïment de la Cambra dels Comuns pels seus grans serveis. Una mica per a la seva decepció, no va ser inclòs entre els generals que van ser elevats a ser pars, però a principis del 1815 se li va concedir la Gran Creu de l'orde del Bany.

### Mort

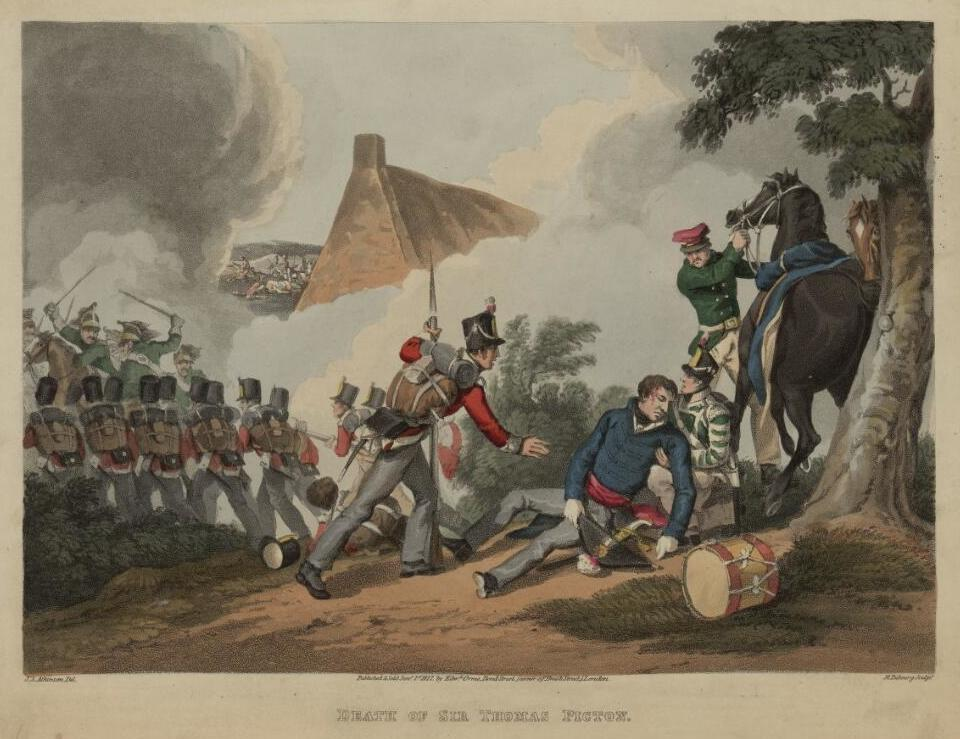
Mort de Sir Thomas Picton

Quan Napoleó va tornar d'Elba, Picton, a petició de Wellington, va acceptar un alt comandament a l'exèrcit anglo-holandès i va ser nomenat comandant de la 5a Divisió d'Infanteria. Juntament amb tots els altres oficials superiors de l'exèrcit, van ser convidats al Ball de la duquessa de Richmond que es va celebrar el 15 de juny.
El 18 de juny, a Waterloo, quan Napoleó va enviar el cos del comte d'Erlon a atacar el centre angloaliat a prop de La Haye Sainte a les 13:30, Picton va llançar una càrrega de baioneta a la columna francesa que avançava. Al mateix temps que repulsava l'atac amb valentia impetuosa: les seves últimes paraules van ser «Càrrega! Càrrega! Hurra! Hurra!» - va rebre un tret de mosquet a la templa, convertint-lo en la víctima més alta de la batalla del bàndol de la Coalició.
Atès que el seu equipatge no havia arribat a temps, va participar en la batalla amb roba civil, incloent un barret alt. El folklore gal·lès diu que el seu capell va ser disparat per una bola de canó moments abans de la seva mort, però això no sap que tingui el suport de cap font històrica. El folklore familiar afirma que no va sortir vestit, sinó amb camisa i barret de nit perquè s'havia dormit, i que els seus propis homes l'odiaven tant que un d'ells el va disparar a la part posterior del cap. Una altra vegada això no té el suport de cap font històrica.
Anunciant la seva mort amb el seu estil típicament lacònic, Wellington va escriure al ministre de la guerra, Lord Bathurst :
«La vostra senyoria observarà que no es podria combatre una acció tan desesperada i que no es podrien obtenir avantatges sense una gran pèrdua; i em sap greu afegir que la nostra ha estat immensa. Al tinent general Sir Thomas Picton, la seva majestat ha sofert la pèrdua d'un oficial que s'ha distingit freqüentment al seu servei; i va caure, portant gloriosament la seva divisió a un càrrega amb baionetes, per la qual cosa va ser derrotat un dels atacs més greus realitzats per l'enemic de la nostra posició.».

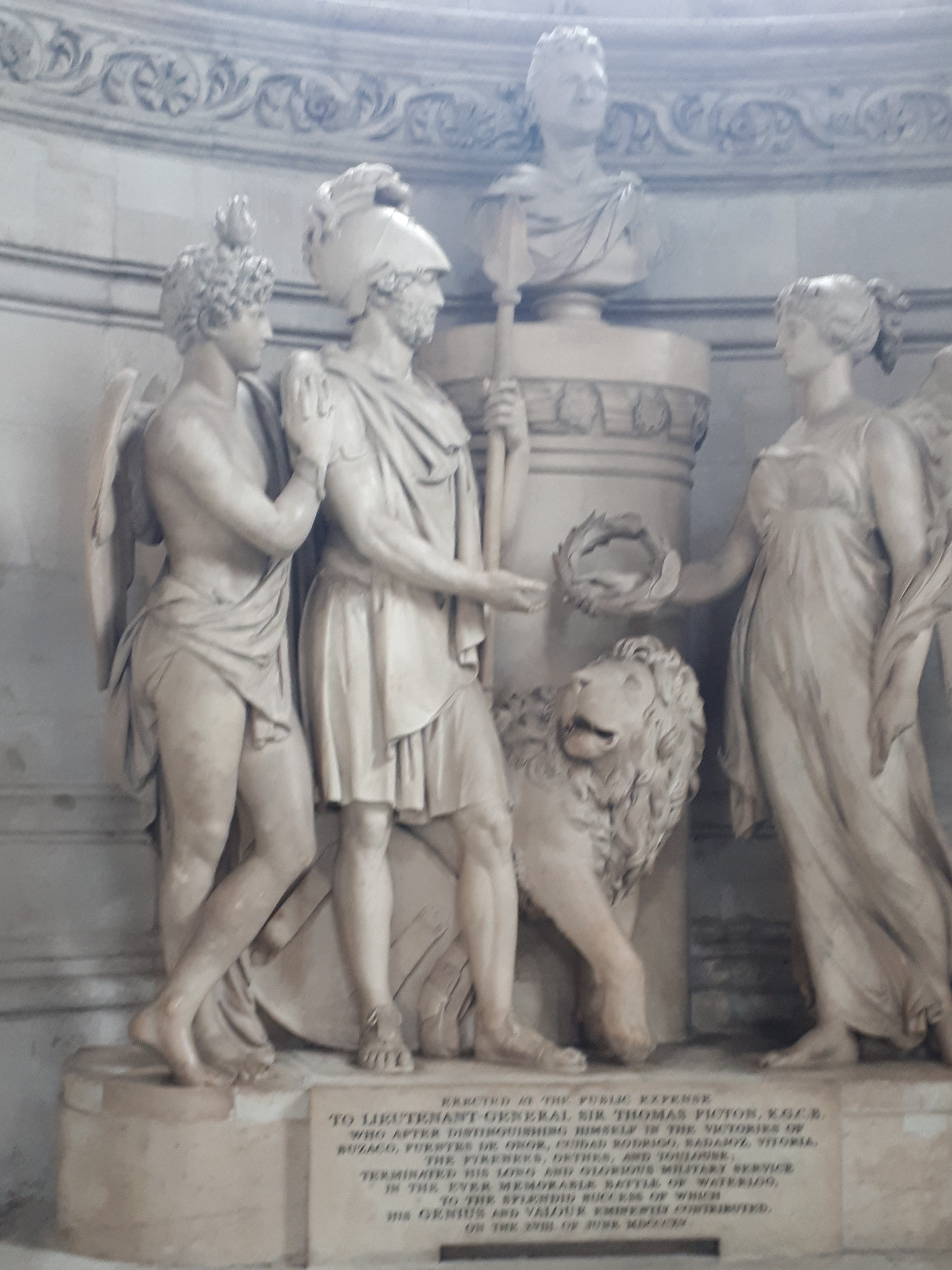
Sebastian Gahagan. Monument a Thomas Picton a la catedral de Sant Pau (1816)

Sebastià Gahagan. Monument a Thomas Picton a la catedral de Sant Pau (1816)
Després d'un examen posterior, es va trobar que el cos de Picton havia patit una ferida greu de bala de mosquet al maluc a Quatre Bras el dia 16. A banda del seu servent, no li havia dit a ningú ni havia consultat a un cirurgià, escollint en lloc d'embenar la ferida ell mateix.
El seu cos va arribar a Deal a Kent el 25 de juny on rebé la salutació dels canons dels vaixells amarrats a The Downs. Va arribar a Canterbury el mateix vespre i se'l va dipositar en una habitació de la Fountain Inn on Picton havia dinat camí cap al continent. El 26 de juny, a les 6:00 del matí, a les soques de la "Marxa de la Mort" de l'oratori Saül de Händel, la processó funerària acompanyada pel 52è Regiment a Peu amb els fusells capgirats es va dirigir cap a Londres, on va arribar el 3 de juliol. Va ser llavors enterrat a la tomba de la família a la plaça de Sant Jordi, a Hannover. A la catedral de Sant Pau es va erigir un monument públic, per ordre del Parlament, i el 1823 es va erigir un altre a Carmarthen per subscripció, el rei va aportar cent guinees. El 8 de juny de 1859, el seu cos va ser sebolit a la catedral de Sant Pau, a prop del cos del duc de Wellington.

## A la ficció
A la pel·lícula soviètico-italiana de 1970 Waterloo, Picton va ser interpretat per l'actor anglès Jack Hawkins.
El judici a Picton és descrit a l'episodi 3 de la sèrie Garrow's Law (2011); Picton és interpretat per Patrick Baladi.